# زاك وايس
زاك وايس (بالإنجليزية: Zack Weiss) هو لاعب كرة قاعدة أمريكي، ولد في 16 يونيو 1992 في إرفاين في الولايات المتحدة.

## وصلات خارجية
- زاك وايس على موقع دوري كرة القاعدة الرئيسي (الإنجليزية)
- زاك وايس على موقعبيزبول رفرنس.كوم (الدوري الرئيسي) (الإنجليزية)
- زاك وايس على موقعبيزبول رفرنس.كوم (الدوري الثانوي) (الإنجليزية)
- زاك وايس على موقع إي إس بي إن.كوم (أم.أل.بي) (الإنجليزية)
- زاك وايس على موقع مشجعي الرسوم البيانية (الإنجليزية)
- زاك وايس على موقع أوليمبيديا (الإنجليزية)